# کوتا بویا
کوتا بویا  یک منطقهٔ مسکونی در جیبوتی است که در منطقه دخیل واقع شده‌است.

## خصوصیات
کوتا بویا   ۳۰۹ متر بالاتر از سطح دریا واقع شده‌است.